# بلانوویتسا
بلانوویتسا (به صربی: Belanovica) یک روستا در صربستان است که در ناحیه کولوبارا واقع شده‌است.
 بلانوویتسا  ۱۹۹ نفر جمعیت دارد.